# Goera aneityuma
Goera aneityuma là một loài trong họ Goeridae. Chúng phân bố ở miền Australasia.